# Чемпионат России по лёгкой атлетике в помещении 2011
Чемпионат России по лёгкой атлетике в помещении 2011 года прошёл 16—18 февраля в Москве в манеже ЛФК «ЦСКА». Соревнования являлись отборочными в сборную России на чемпионат Европы в помещении, прошедший 4—6 марта в Париже, столице Франции. В чемпионате приняли участие 640 спортсменов из 65 регионов России. На протяжении 3 дней было разыграно 30 комплектов медалей.
Зимой 2011 года также были проведены чемпионаты России в отдельных дисциплинах лёгкой атлетики.
- 28—29 января — чемпионат России по бегу на 100 км в помещении (Москва)
- 4—6 февраля — чемпионат России по многоборьям в помещении (Пенза)

## Соревнования
Высокие результаты были показаны уже в первом финале чемпионата — женском беге на 3000 метров. В упорной борьбе на финише с Еленой Задорожной победительницей стала Олеся Сырьева, показавшая лучший результат сезона в мире (8.41,35). Финишировавшая третьей 20-летняя Елена Коробкина установила новый рекорд России среди молодёжи (до 23 лет) — 8.52,12.
Лидерами мирового сезона стали победительницы в беге на 400 и 800 метров — Олеся Красномовец (51,22) и Юлия Русанова (1.58,14) соответственно. На счету серебряной призёрки бега на 800 метров Елены Аржаковой — ещё один рекорд России среди молодёжи (1.59,35).
В одиночку провёл бег чемпион страны на дистанции 5000 метров Андрей Сафронов, более 10 секунд выигравший у ближайшего преследователя и показавший лучший результат европейского сезона — 13.49,07. На аналогичной дистанции у женщин борьба за «золото» происходила с точностью до наоборот: сразу 4 спортсменки до последнего претендовали на победу. Финишное ускорение лучше получилось у Натальи Попковой — 15.39,25, что всего лишь на 0,15 секунды быстрее соперниц, поделивших второе место, Наталью Горчакову и Наталью Пучкову (в их споре не помог даже фотофиниш).
Кульминацией чемпионата стал новый мировой рекорд в эстафете 4×800 метров, установленный квартетом девушек из команды Москвы. Александра Буланова, Екатерина Мартынова, Елена Кофанова и Анна Балакшина преодолели дистанцию за 8.06,24 и превзошли предыдущее достижение более чем на 6 секунд. Примечательно, что рекордный результат родился в отсутствие всякой конкуренции: в забеге участвовало всего 3 сборные, а разрыв между командами, занявшими первое и второе места, на финише составил полминуты.

## Медалисты

### Мужчины
| Дисциплина       | Золото                                                                             | Золото   | Серебро                                                                                   | Серебро  | Бронза                                                                                         | Бронза    |
| ---------------- | ---------------------------------------------------------------------------------- | -------- | ----------------------------------------------------------------------------------------- | -------- | ---------------------------------------------------------------------------------------------- | --------- |
| 60 м             | Александр Шпаер Москва Волгоградская область                                       | 6,63     | Михаил Идрисов Иркутская область                                                          | 6,69     | Александр Хютте Санкт-Петербург                                                                | 6,69      |
| 200 м            | Роман Смирнов Москва                                                               | 20,91    | Валентин Морозов Хабаровский край                                                         | 21,35    | Антон Олефир Томская область                                                                   | 21,37     |
| 400 м            | Сергей Петухов Санкт-Петербург                                                     | 46,89    | Павел Тренихин Свердловская область Тюменская область                                     | 46,95    | Дмитрий Буряк [a] Иркутская область                                                            | 47,02 [a] |
| 800 м            | Иван Тухтачёв Иркутская область Новосибирская область                              | 1.46,89  | Степан Поистогов Москва Свердловская область                                              | 1.47,49  | Евгений Шармин Московская область                                                              | 1.48,09   |
| 1500 м           | Вячеслав Соколов Москва Челябинская область                                        | 3.41,56  | Алексей Фарносов Московская область Свердловская область                                  | 3.41,83  | Алексей Попов Воронежская область                                                              | 3.42,75   |
| 3000 м           | Сергей Иванов Татарстан Чувашия                                                    | 7.51,30  | Валентин Смирнов Санкт-Петербург                                                          | 7.51,88  | Егор Николаев Башкортостан                                                                     | 7.52,11   |
| 5000 м           | Андрей Сафронов Башкортостан                                                       | 13.49,07 | Андрей Минжулин Свердловская область                                                      | 14.00,37 | Константин Васильев Удмуртия                                                                   | 14.00,40  |
| 60 м с барьерами | Константин Шабанов Москва Псковская область                                        | 7,63     | Алексей Дрёмин [b] Челябинская область                                                    | 7,78 [b] | Игорь Перемота [b] Челябинская область                                                         | 7,85 [b]  |
| Прыжок в высоту  | Сергей Мудров Москва Ивановская область                                            | 2,30 м   | Александр Шустов Московская область Нижегородская область                                 | 2,27 м   | Андрей Сильнов Московская область Ростовская область                                           | 2,27 м    |
| Прыжок в высоту  | Сергей Мудров Москва Ивановская область                                            | 2,30 м   | Александр Шустов Московская область Нижегородская область                                 | 2,27 м   | Эдуард Мальченко Москва                                                                        | 2,27 м    |
| Прыжок с шестом  | Дмитрий Стародубцев Челябинская область                                            | 5,60 м   | Игорь Павлов Москва Орловская область                                                     | 5,45 м   | Антон Ивакин Волгоградская область Ставропольский край                                         | 5,45 м    |
| Прыжок в длину   | Сергей Полянский Московская область                                                | 7,92 м   | Александр Меньков Красноярский край                                                       | 7,88 м   | Александр Петров Брянская область Новосибирская область                                        | 7,78 м    |
| Тройной прыжок   | Игорь Спасовходский Москва                                                         | 16,85 м  | Люкман Адамс Москва Санкт-Петербург                                                       | 16,80 м  | Тарас Моисеенко Москва Самарская область                                                       | 16,75 м   |
| Толкание ядра    | Максим Сидоров Московская область                                                  | 20,70 м  | Иван Юшков Иркутская область Новосибирская область                                        | 20,46 м  | Валерий Кокоев Москва Северная Осетия                                                          | 20,19 м   |
| Эстафета 4×200 м | Москва · Константин Свечкарь · Павел Кириллов · Рамис Абдулкадеров · Роман Смирнов | 1.25,66  | Свердловская область · Павел Тренихин · Семён Голубев · Евгений Галиханов · Денис Анашкин | 1.26,99  | Татарстан · Радэль Кашефразов · Александр Антонов · Артём Васильев · Александр Ярушкин-Товстик | 1.27,37   |
| Эстафета 4×800 м | Москва · Степан Поистогов · Евгений Шпильчук · Вячеслав Соколов · Артём Тихонов    | 7.28,80  | Курская область · Игорь Клюев · Дмитрий Букреев · Руслан Малеев · Роман Малеев            | 7.33,45  | Нижегородская область · Дмитрий Попков · Дмитрий Онуфриенко · Александр Абрамов · Иван Шапаев  | 7.36,77   |

a  21 июня 2017 года Всероссийская федерация лёгкой атлетики объявила о дисквалификации спринтера Дениса Алексеева. В его допинг-пробе, взятой на Олимпийских играх 2008 года, был обнаружен дегидрохлорметилтестостерон. Все результаты спортсмена с 23 августа 2008 года по 27 июня 2013 года были аннулированы, в том числе третье место в беге на 400 метров на чемпионате России в помещении 2011 года с результатом 47,00.

b  8 февраля 2018 года Всероссийская федерация лёгкой атлетики сообщила о дисквалификации на 2 года бегуна с барьерами Евгения Борисова. После перепроверки его допинг-пробы, взятой на чемпионате мира 2009 года, в ней были найдены следы туринабола. Все выступления спортсмена с 20 августа 2009 года по 19 августа 2011 года были аннулированы, в том числе первое место на чемпионате России в помещении — 2011 в беге на 60 метров с барьерами с результатом 7,63.

### Женщины
| Дисциплина          | Золото                                                                                     | Золото   | Серебро                                                                                          | Серебро     | Бронза                                                                                       | Бронза      |
| ------------------- | ------------------------------------------------------------------------------------------ | -------- | ------------------------------------------------------------------------------------------------ | ----------- | -------------------------------------------------------------------------------------------- | ----------- |
| 60 м                | Наталья Муринович Москва Ростовская область                                                | 7,30     | Юлия Кацура Краснодарский край Московская область                                                | 7,33        | Светлана Набокина Пензенская область Тульская область                                        | 7,34        |
| 200 м               | Екатерина Вороненкова Москва Калужская область                                             | 23,37    | Елизавета Савлинис Москва                                                                        | 23,49       | Александра Федорива Москва                                                                   | 23,54       |
| 400 м               | Олеся Красномовец Свердловская область                                                     | 51,22    | Ксения Задорина Москва                                                                           | 51,38       | Ксения Вдовина Московская область Липецкая область                                           | 51,81       |
| 800 м               | Юлия Русанова Курская область Вологодская область                                          | 1.58,14  | Елена Аржакова [c] Москва Краснодарский край                                                     | 1.59,35 [c] | Татьяна Палиенко [c] Мурманская область                                                      | 2.00,17 [c] |
| 1500 м              | Екатерина Мартынова Москва Брянская область                                                | 4.07,67  | Елена Аржакова Москва Краснодарский край                                                         | 4.08,81     | Елена Коробкина Москва Липецкая область                                                      | 4.09,55     |
| 3000 м              | Олеся Сырьева Омская область                                                               | 8.41,35  | Елена Задорожная Московская область Иркутская область                                            | 8.41,64     | Елена Коробкина Москва Липецкая область                                                      | 8.52,12     |
| 5000 м              | Наталья Попкова Москва                                                                     | 15.39,25 | Наталья Горчакова Московская область Челябинская область                                         | 15.39,40    | не вручалась                                                                                 |             |
| 5000 м              | Наталья Попкова Москва                                                                     | 15.39,25 | Наталья Пучкова Нижегородская область Чувашия                                                    | 15.39,40    | не вручалась                                                                                 |             |
| 60 м с барьерами    | Анастасия Соловьёва Москва Волгоградская область                                           | 8,12     | Александра Антонова Москва                                                                       | 8,13        | Екатерина Галицкая Санкт-Петербург Ростовская область                                        | 8,16        |
| Прыжок в высоту [d] | Светлана Школина Москва Смоленская область                                                 | 1,94 м   | Виктория Клюгина Москва                                                                          | 1,91 м      | Мария Кучина Московская область Кабардино-Балкария                                           | 1,87 м      |
| Прыжок с шестом     | Александра Киряшова Санкт-Петербург                                                        | 4,50 м   | Юлия Голубчикова Москва                                                                          | 4,50 м      | Анжелика Сидорова Москва                                                                     | 4,40 м      |
| Прыжок в длину      | Дарья Клишина Москва Тверская область                                                      | 6,74 м   | Анна Назарова Москва Санкт-Петербург                                                             | 6,73 м      | Юлия Пидлужная Свердловская область                                                          | 6,69 м      |
| Тройной прыжок      | Олеся Забара Краснодарский край Адыгея                                                     | 14,38 м  | Наталья Кутякова Москва Владимирская область                                                     | 14,13 м     | Алсу Муртазина Татарстан                                                                     | 14,09 м     |
| Толкание ядра       | Анна Авдеева Мордовия Самарская область                                                    | 18,81 м  | Анна Омарова Московская область Ставропольский край                                              | 17,79 м     | Ирина Тарасова Москва Ростовская область                                                     | 17,60 м     |
| Эстафета 4×200 м    | Москва · Екатерина Вороненкова · Юлия Чермошанская · Людмила Мочалина · Елизавета Савлинис | 1.35,11  | Свердловская область · Екатерина Шестакова · Анна Бабичева · Анастасия Григорьева · Анна Ягупова | 1.36,26     | Нижегородская область · Анна Климина · Евгения Каменкова · Евгения Махотина · Анна Соловьёва | 1.38,40     |
| Эстафета 4×800 м    | Москва · Александра Буланова · Екатерина Мартынова · Елена Кофанова · Анна Балакшина       | 8.06,24  | Ульяновская область [e] Наталья Перякова Мария Сывороткина Татьяна Егорова Тамара Евдокимова     | 8.54,10 [e] | не вручалась [e] [f]                                                                         |             |

c  3 июля 2012 года на основании абнормальных показателей гематологического профиля биологического паспорта была дисквалифицирована на 2 года российская бегунья на 800 метров Евгения Зинурова. Решением Антидопинговой комиссии ВФЛА результаты спортсменки, показанные на соревнованиях с 6 марта 2010 года, были аннулированы, в том числе и 2-е место на чемпионате России в помещении — 2011 на дистанции 800 метров с результатом 1.58,83.

d  11 мая 2018 года Всероссийская федерация лёгкой атлетики сообщила о дисквалификации на 4 года прыгуньи в высоту Елены Слесаренко. После перепроверки её допинг-проб с Олимпийских игр 2008 года и чемпионата мира 2011 года в них был обнаружен запрещённый туринабол. Все выступления спортсменки с 23 августа 2008 года по 22 августа 2012 года были аннулированы, в том числе третье место на зимнем чемпионате России 2011 года с результатом 1,87 м.

e  10 февраля 2017 года Спортивный арбитражный суд принял решение о дисквалификации российской легкоатлетки Марии Савиновой. На основании показателей биологического паспорта был сделан вывод о применении спортсменкой допинга. Савинова была дисквалифицирована на четыре года, а её результаты после 26 июля 2010 года — аннулированы, в том числе второе место сборной Свердловской области (Ольга Львова, Любовь Зорина, Юлия Тутаева, Мария Савинова) на чемпионате России в помещении 2011 года в эстафете 4×800 метров с результатом 8.38,13.

f  В эстафете 4×800 метров участвовали только три команды.

## Чемпионат России по бегу на 100 км
Чемпионат России по бегу на 100 километров в помещении прошёл 28—29 января в Москве в легкоатлетическом манеже спорткомплекса «Крылатское». Соревнования прошли в рамках XI сверхмарафона «Ночь Москвы» — Кубка Пассаторе по 6-часовому бегу. В соответствии с регламентом дистанцию 100 км могли закончить только те участники, кто после 6 часов бега преодолел более 80 км среди мужчин и более 75 км среди женщин. Единственным, кто выполнил это условие, стал Олег Княгин из Кирова. После прохождения контрольной отметки он существенно снизил темп бега и завершил дистанцию 100 км за 7:39.47.

### Мужчины
| Дисциплина | Золото                        | Золото  | Серебро          | Серебро | Бронза           | Бронза |
| ---------- | ----------------------------- | ------- | ---------------- | ------- | ---------------- | ------ |
| 100 км     | Олег Княгин Кировская область | 7:39.47 | не вручалась [g] |         | не вручалась [g] |        |

g  Дистанцию закончил только Олег Княгин.

## Чемпионат России по многоборьям
Чемпионы страны в мужском семиборье и женском пятиборье определились 4—6 февраля 2011 года в Пензе в манеже Училища олимпийского резерва. Новоиспечённые чемпионы страны Василий Харламов и Александра Бутвина показали лучшие результаты сезона в мире на момент завершения соревнований — 5965 и 4500 очков соответственно, а также выполнили нормативы мастеров спорта международного класса. В соревнованиях женщин шла очень упорная борьба за чемпионство, в результате которой серебряный призёр соревнований, Анна Богданова, проиграла победительнице всего 1 очко (решающим стало отставание Богдановой от Бутвиной в 5 с лишним секунд в заключительном виде пятиборья, беге на 800 метров).

### Мужчины
| Дисциплина | Золото                  | Золото     | Серебро                                    | Серебро   | Бронза                                                 | Бронза     |
| ---------- | ----------------------- | ---------- | ------------------------------------------ | --------- | ------------------------------------------------------ | ---------- |
| Семиборье  | Василий Харламов Москва | 5965 очков | Михаил Логвиненко Москва Иркутская область | 5881 очко | Илья Шкуренёв Московская область Волгоградская область | 5879 очков |

### Женщины
| Дисциплина | Золото                                                | Золото     | Серебро                        | Серебро    | Бронза                                   | Бронза     |
| ---------- | ----------------------------------------------------- | ---------- | ------------------------------ | ---------- | ---------------------------------------- | ---------- |
| Пятиборье  | Александра Бутвина Ростовская область Санкт-Петербург | 4500 очков | Анна Богданова Санкт-Петербург | 4499 очков | Яна Пантелеева Москва Смоленская область | 4436 очков |

## Состав сборной России для участия в чемпионате Европы
По итогам чемпионата и с учётом выполнения необходимых нормативов, в состав сборной для участия в чемпионате Европы в помещении в Париже вошли 56 атлетов (26 мужчин и 30 женщин):
Мужчины
60 м: Александр Шпаер.

400 м: Владимир Краснов — имел освобождение от отбора, Дмитрий Буряк.

Эстафета 4х400 м: Владимир Краснов, Сергей Петухов, Павел Тренихин, Денис Алексеев, Дмитрий Буряк, Константин Свечкарь.

800 м: Иван Тухтачёв, Степан Поистогов.

3000 м: Сергей Иванов, Валентин Смирнов, Егор Николаев.

60 м с барьерами: Константин Шабанов, Евгений Борисов.

Прыжок в высоту: Иван Ухов — имел освобождение от отбора, Сергей Мудров, Александр Шустов.

Прыжок с шестом: Дмитрий Стародубцев, Игорь Павлов.

Прыжок в длину: Сергей Полянский.

Тройной прыжок: Игорь Спасовходский — позднее снялся с турнира.

Толкание ядра: Максим Сидоров, Иван Юшков, Валерий Кокоев.

Семиборье: Александр Кислов — имел освобождение от отбора, Василий Харламов.
Женщины
400 м: Олеся Красномовец, Ксения Задорина.

Эстафета 4х400 м: Олеся Красномовец, Ксения Задорина, Ксения Вдовина, Елена Мигунова, Екатерина Шестакова.

800 м: Юлия Русанова, Евгения Зинурова, Татьяна Палиенко.

1500 м: Екатерина Мартынова, Елена Аржакова, Елена Коробкина.

3000 м: Олеся Сырьева, Елена Задорожная, Наталья Попкова.

60 м с барьерами: Анастасия Соловьёва, Александра Антонова.

Прыжок в высоту: Светлана Школина, Виктория Клюгина, Мария Кучина.

Прыжок с шестом: Александра Киряшова.

Прыжок в длину: Дарья Клишина, Анна Назарова, Юлия Пидлужная.

Тройной прыжок: Олеся Забара, Наталья Кутякова.

Толкание ядра: Анна Авдеева, Анна Омарова — позднее снялась с турнира, Ирина Тарасова.

Пятиборье: Яна Пантелеева, Марина Гончарова.